# Santa Maria de Castellmeià
Santa Maria de Castellmeià, també coneguda com la Mare de Déu de la Llet, forma part del conjunt de construccions disperses del llogarret de Castellmeià (entitat de població de Torrefeta i Florejacs), dit antigament Meià, situat a migdia del poble de Llor. És situada prop del castell que l'hi dona el nom. És una obra inclosa a l'Inventari del Patrimoni Arquitectònic de Catalunya.

## Història
El lloc fou conquerit al segle xi pels comtes d'Urgell. La primera referència a la fortalesa, dita «castrum Mediani», es troba l'any 1044 i consta que n'era feudatari Guillem Elomar. És versemblant creure que en aquest moment ja s'havia bastit l'església de Santa Maria, la qual formà part del bisbat d'Urgell. Se sap que era sufragània de la parròquia de Sant Julià del Llor.

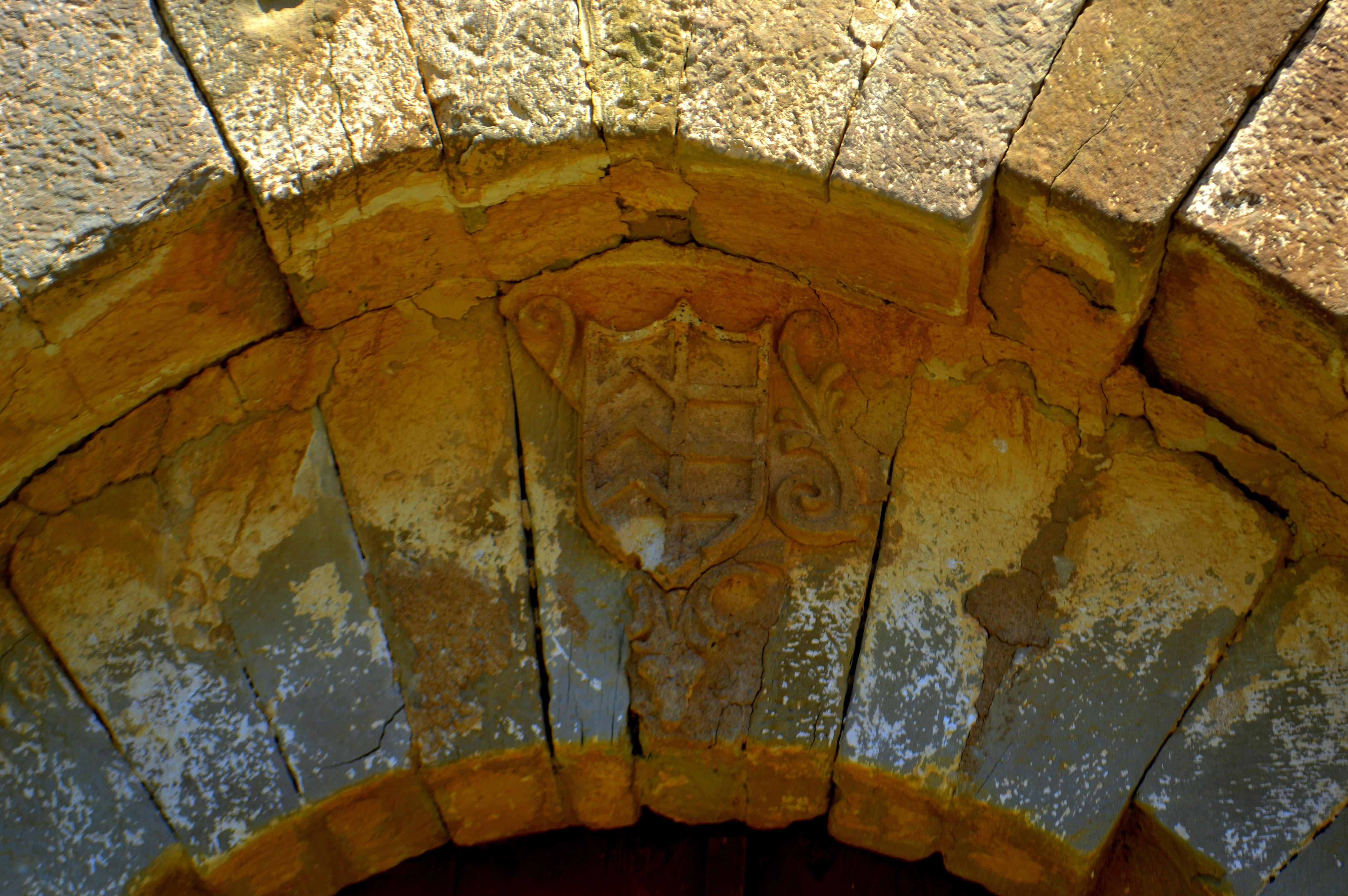
Santa Maria de Castellmeià. Porta d'entrada i escut esculpit a la clau (2013)

## Arquitectura
Edifici de nau única, orientada de llevant a ponent i que mesura 14'3 metres de llargada per 5'8 d'amplada. Coberta amb volta de canó apuntada que arrenca d'una cornisa motllurada que ressegueix el perímetre de la nau i capçada a llevant amb un absis semicircular sobrealçat, cobert amb volta de quart d'esfera també apuntada. L'absis s'obre a la nau mitjançant un arc presbiteral. Al mur sud, s'adossa una capella coberta amb volta de canó apuntada després de la qual, en direcció a ponent, neix un banc de pedra que ressegueix interiorment els murs de la nau.
A la façana de ponent hi ha la porta d'entrada, feta amb un doble arc de mig punt en degradació amb l'escut dels Vergós esculpit a la clau. A damunt hi ha una petita finestra. Aquesta façana, és coronada per un campanar d'espadanya d'un sol ull. La part superior de l'absis sota la cornisa, és resseguit per un ràfec motllurat que fa uns petis arquets i, mig soterrada hi ha una finestra de doble esqueixada i arc de mig punt. La capella afegida a migjorn, d'època posterior, té una coberta d'un sol pendent. L'aparell és de carreus de sauló de mida mitjana i gran, de talla irregular i disposats en filades amb tendència a la uniformitat, que palesen les formes pròpies de la plenitud del segle xii.